# Cahiers d'Art
Cahiers d'Art è una rivista letteraria e d'arte fondata da Christian Zervos nel 1926. Cahiers d'Art è anche l'omonima casa editrice che ha pubblicato molte monografie di artisti vissuti in Francia durante la prima metà del ventesimo secolo. La collezione include il catalogo completo delle opere di Pablo Picasso, Pablo Picasso par Christian Zervos, in 33 volumi, con oltre 16 000 immagini.
Cahiers d'Art non contiene pubblicità, ed è pubblicato con frequenza irregolare.

## Storia
La rivista, fondata nel 1926 dal critico d'arte Christian Zervos con sede a Parigi in rue du Dragon, venne pubblicata fino al 1960, con un'interruzione tra il 1941 e il 1943. Il primo numero uscito dopo la guerra era incentrato su scrittori e poeti della resistenza francese, tra cui Vercors.  Cahiers d'Art pubblicò anche una selezione di poesie da Livre ouvert I (1940) e Livre ouvert II (1942) di Paul Éluard.
Dopo la seconda guerra mondiale, lo psicanalista Jacques Lacan venne invitato a pubblicare due articoli sulla logica collettiva. Anche Samuel Beckett contribuì con uno dei suoi primi testi in francese, La peinture des Van de Velde ou le monde et le pantalon.
La rivista è nota per la qualità dei suoi articoli e delle illustrazioni, che contribuirono a promuovere l'arte moderna in Francia per oltre trent'anni  Tra gli artisti di cui si è occupata, troviamo Picasso, Matisse, Fernand Léger, Max Ernst, Raoul Dufy, Marc Chagall, Constantin Brâncuși, Van Gogh, Paul Klee, Henri Laurens, Moholy-Nagy, Jean Lurçat, Joan Miró, Alexander Calder, Victor Brauner, Giorgio De Chirico, Wolfgang Paalen, Marcel Duchamp e Man Ray.
Il collezionista svedese Staffan Ahrenberg ha acquistato la rivista e l'ha rilanciata nell'ottobre del 2012.
Il primo numero della nuova proprietà si è occupato delle opere di Ellsworth Kelly, Cyprien Gaillard, Sarah Morris e Adrián Villar Rojas, e dell'architetto Oscar Niemeyer. Per contribuire al rilancio di Cahiers d'Art il numero 14 di rue du Dragon è stato riaperto come galleria e biblioteca, mentre il numero 15 serve da spazio espositivo per stampe a tiratura limitata di artisti contemporanei.
Nel mese di ottobre 2013, Cahiers d'Art ha presentato una mostra di Philippe Parreno in cui erano inclusi disegni recenti dell'artista e disegni di grandi maestri, tra cui Francisco de Goya, Victor Hugo, Wassily Kandinsky, Ad Reinhardt, Richard Case, Liam Gillick, Matthew Barney, Koo Jeong-A e John Cage.
Il secondo numero del 2013 presenta il lavoro di Rosemarie Trockel, che ha creato in esclusiva per Cahiers d'Art un inserto in vinile allegato ad ogni rivista che è possibile usare per ottenere una scultura. Ha disegnato inoltre una scatola di plexiglas per l'edizione limitata. Lo stesso numero presenta anche lavori di Peter Fischli e David Weiss, Le Corbusier, Inge Mahn, Absalon e Riccardo Paratore, scritti di Hans Ulrich Obrist, Brigid Doherty, Joan Simon, Jean Louis Cohen e poesie di Rolf Dieter Brinkmann. In occasione di questo numero, Cahiers d'Art ha tenuto una mostra speciale sui lavori della Trockel nelle gallerie di rue du Dragon.
Nel 2014 viene distribuita la nuova edizione del catalogo su Picasso di Christian Zervos, stampata in francese e, per la prima volta, in inglese.